# Euneornis campestris
Az Euneornis campestris  a madarak osztályának verébalakúak (Passeriformes) rendjébe, a tangarafélék (Thraupidae) családjába tartozó Euneornis nem egyetlen faja.

## Rendszerezése
A fajt Carl von Linné svéd természettudós írta le 1758-ban, a Motacilla  nembe Motacilla campestris néven.

## Előfordulása
Jamaica területén honos. A természetes élőhelye szubtrópusi és trópusi síkvidéki és hegyi erdők, valamint erősen leromlott egykori erdők.

## Megjelenése
Átlagos testtömege 14 gramm, testtömege 13–19 gramm. A nemek tollazata különbözik.
|  |  |

## Életmódja
Nektárral és gyümölcsökkel táplálkozik, valamint gerincteleneket és magvakat is fogyaszt.